# Josef Zemp
Josef Zemp (2 de setembro de 1834 – 8 de dezembro de 1908) foi um político da Suíça. Ele foi eleito para o Conselho Federal suíço em 17 de dezembro de 1891 e terminou o mandato a 17 de junho de 1908.

## Biografia

### Estudos e política cantonal
Ele era o mais velho de onze filhos do dono da mercearia e escrivão do tribunal Jost Zemp e Maria Josefa Meier. Depois de frequentar a escola primária e secundária em Entlebuch, ele foi para a escola secundária em Lucerna. Em seguida, estudou direito na Universidade Ruprecht-Karls, em Heidelberg, e na Universidade Ludwig-Maximilians, em Munique. Zemp pertencia à fraternidade estudantil católica-conservadora AV Semper Fidelis Lucerna, e em 1857/58 atuou como presidente central da Associação de Estudantes Suíços. Depois de receber seu doutorado em 1859, ele retornou a Entlebuch e abriu um escritório de advocacia lá. Em 1860, Zemp casou-se com Philomena Widmer de Emmen, deste casamento nasceram 15 filhos. Em 1863, aos 28 anos, foi eleito para o Grande Conselho do Cantão de Lucerna e pertenceu a ele como membro da facção Católico-Conservadora (mais tarde Partido Popular Católico-Conservador ou mais tarde CVP) até 1891.

### Política
Em janeiro de 1865, Zemp concorreu a uma cadeira no Conselho Nacional pela primeira vez em uma eleição suplementar, mas foi claramente derrotado pelo liberal Josef Bucher no distrito eleitoral de Lucerna-Sul. Em julho de 1871, o Grande Conselho nomeou-o um dos dois representantes de Lucerna no Conselho dos Estados, mas ele foi membro dele por pouco menos de um ano e meio. Nas eleições do Conselho Nacional de 1872, ele foi eleito sem oposição no distrito eleitoral de Lucerna-Southwest. Ele foi então membro do Conselho Nacional de dezembro de 1872 a outubro de 1876 e novamente de dezembro de 1881 a dezembro de 1891 (um mandato do Conselho Nacional era mais prestigioso na época).
Zemp rapidamente se tornou uma das principais personalidades da oposição católica-conservadora no parlamento e foi presidente do grupo parlamentar de 1880 a 1885. No início da década de 1880, ele tentou fundir as associações católico-conservadoras independentes dos cantões individuais em uma "União Católica" totalmente suíça mais rigidamente administrada, mas falhou neste projeto devido a interesses próprios cantonais (isso não teve sucesso até 1912). Junto com Johann Joseph Keel e Martino Pedrazzini, ele pediu uma revisão parcial da Constituição Federal em uma moção em 1884. Isso significou um afastamento da política obstrucionista anterior contra o estado federal liberal, que prevaleceu desde o Kulturkampf, e uma virada do grupo parlamentar em direção a um curso de realpolitik.
A mudança de rumo forçou a coalizão radical-liberal a abandonar sua política de exclusividade no preenchimento dos mais altos cargos em nível federal e a buscar cada vez mais compromissos. Em 1887, Zemp foi o primeiro representante dos conservadores católicos a ser eleito presidente do Conselho Nacional. Depois que o povo e os cantões rejeitaram claramente a recompra da Ferrovia Central em 6 de dezembro de 1891, o ministro dos Correios e Ferrovias, Emil Welti, renunciou imediatamente.  Os radicais e liberais, que antes governavam sozinhos, evitaram uma crise governamental oferecendo aos conservadores católicos um assento no Conselho Federal e, assim, desistindo de sua reivindicação de representação exclusiva. Como resultado, o grupo parlamentar concordou com Zemp como candidato oficial. Em 17 de dezembro, ele recebeu 129 dos 154 votos válidos no primeiro turno da votação, com 25 votos expressos por pessoas individuais. A eleição de Zemp para o Conselho Federal forçou os conservadores católicos a romper com a política puramente de oposição e assumir a responsabilidade do governo. Partes do grupo parlamentar criticaram duramente o novo curso.

### Conselho
No início de 1892, Zemp assumiu a gestão do Departamento de Correios e Ferrovias, embora, como membro do parlamento, tenha feito campanha contra a nacionalização da ferrovia. Como membro do governo, no entanto, ele mudou de ideia depois que os conservadores católicos fracassaram em 1894 com uma iniciativa popular que teria que alocar parte das receitas alfandegárias para os cantões. Ele viu isso como um sinal de que tinha que se afastar da estrita política federalista dos conservadores católicos. Uma lei elaborada por Zemp, que regulamentava a contabilidade das ferrovias, sobreviveu a um referendo em 4 de outubro de 1896. A ala anti-estatista da facção católica-conservadora resistiu ferozmente à subsequente lei de recompra e convocou um referendo novamente.  Mas o povo aceitou o projeto de lei em 20 de fevereiro de 1898 com uma grande maioria. Zemp comentou: "Permanecemos federalistas, mas nos tornamos e continuaremos sendo realpolitikers".
Isso abriu caminho para a nacionalização gradual das ferrovias privadas mais importantes. Caspar Decurtins reclamou que Zemp havia "esquecido todo o seu passado" e "se mudado para o campo radical com malas e bagagens". O crítico não foi dissuadido por isso e tomou as medidas necessárias para transferir a Ferrovia Central Suíça, a Ferrovia do Nordeste Suíço, a United Swiss Railways e a Ferrovia Jura-Simplon para a propriedade estatal. Finalmente, em 1º de janeiro de 1902, as Ferrovias Federais Suíças foram fundadas. Também em 1902, Zemp foi presidente da Confederação pela segunda vez e assumiu o Departamento Político por um ano (em 1895 o princípio de rotação usual foi suspenso). Durante seu ano presidencial, o Palácio Federal em Berna foi concluído; ele também teve que lidar com divergências diplomáticas com a Itália depois que um artigo anti-italiano apareceu em um jornal anarquista de Genebra.
Em seu departamento tradicional, Zemp também era responsável pelos correios, telefone e telégrafo. O progresso tecnológico nessas áreas exigiu novas regulamentações legais. Embora a introdução do Horário da Europa Central tenha sido discutida de forma controversa em 1894, a Lei Federal sobre a Organização da Administração de Telefones e Telégrafos aprovada em 1907 era indiscutível. Sob a direção de Zemp, vários prédios representativos dos correios foram construídos. Ele também preparou a revisão da Lei Postal, que não pôde ser concluída até 1910 sob seu sucessor. Por motivos de saúde, Zemp renunciou em 17 de junho de 1908. Quatro meses e meio depois, ele morreu aos 74 anos.